# 红海菌属
红海菌属（Rhodothalassium）是光合细菌下的紫色非硫细菌，是红海菌科的一属革兰氏染色阴性菌。细胞呈弧形至螺旋形。嗜盐菌。该属的模式种为需盐红海菌(Rhodothalassium salexigens)。

## 下属物种
- 需盐红海菌 Rhodothalassium salexigens (Drews, 1982) Imhoff et al., 1998